# Пекін вітає вас
Пекін вітає вас (кит.北京欢迎你, Běijīng huānyíng nǐ, Бейцзін хуаньін ні) — особлива пісня до 100-денного зворотного відліку до початку Літніх Олімпійських ігор 2008, що проводилися в Пекіні. Над піснею працювали більше 9000 відомих артистів з материкового Китаю, Тайваню, Гонконгу, Японії та Південної Кореї. Музичний кліп містить види з усього Пекіна. Вона відома також тим, що є виконуваною лише на китайській мові піснею з найбільшою кількістю відомих артистів. Текст пісні склав гонконзький поет-пісняр Альберт Лян Вейвень (Льон Ваімань) (Albert Leung Wai Man), а музику — поет-пісняр з КНР Ке Чжаолей, відомий як Сяо Ке. 
5 ієрогліфів з оригінальної китайської назви пісні («Бей цзін хуань ін ні») використовувалися як імена талісманів «фува», які символізували Літні Олімпійські ігри 2008: риба Бей-бей, велика панда Цзін-Цзін, полум'я Хуань-Хуань, газель Ін-Ін, і ластівка Ні-ні. 
Пісня триває більше 6 хвилин. З часу випуску в світ пісня стала дуже популярною в Китаї. 

## Задіяні артисти

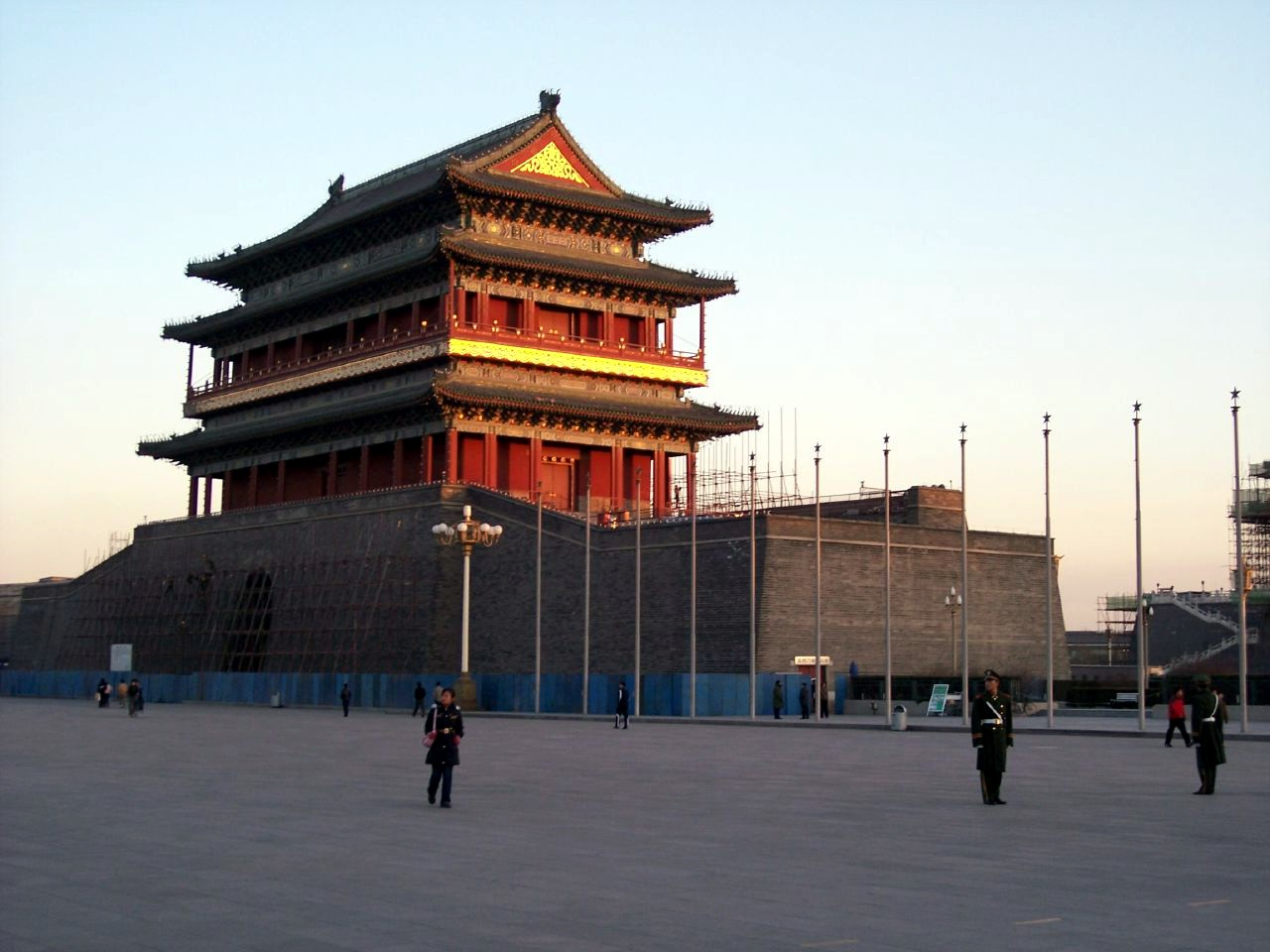
Вората Чжен'янмень

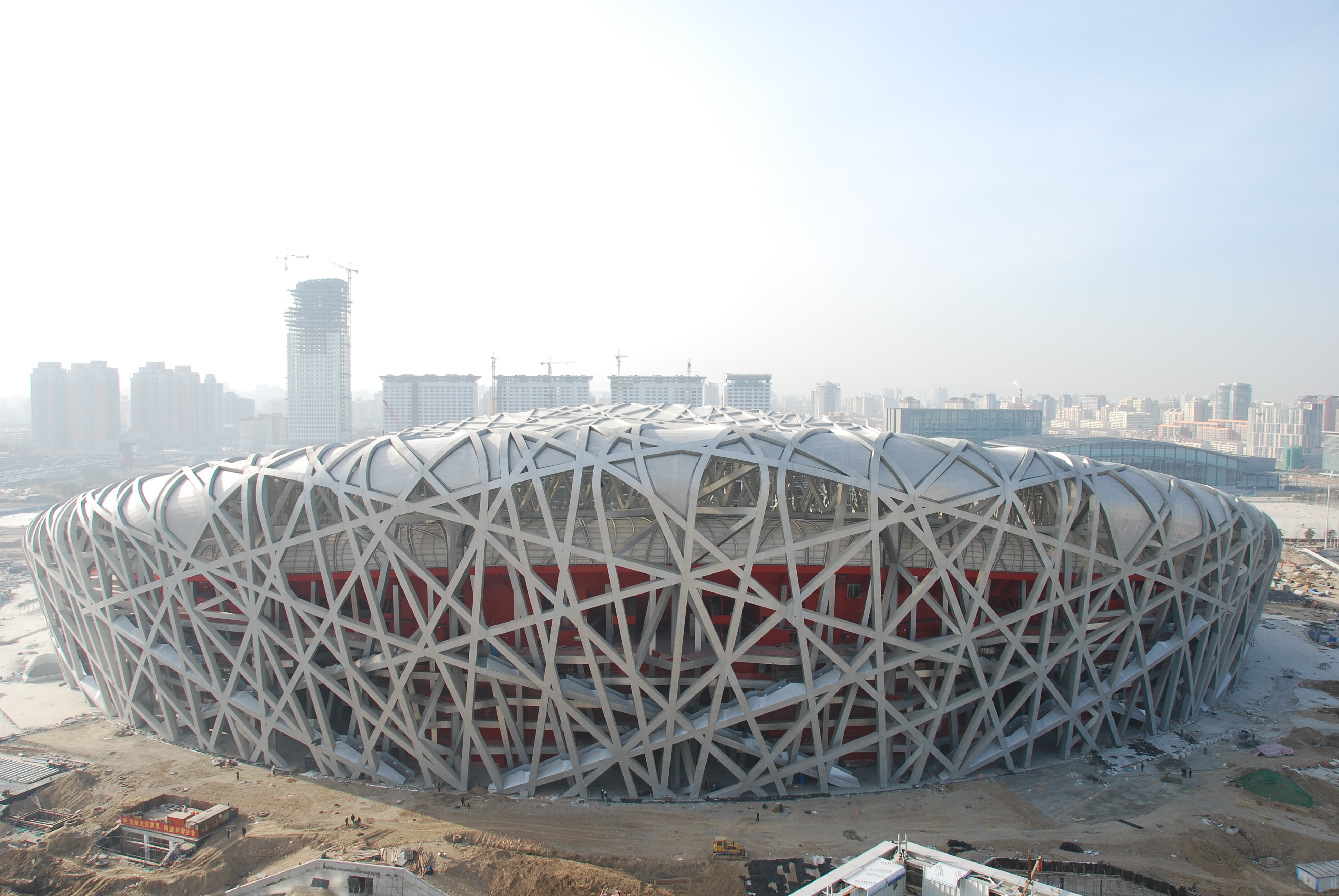
Пекінський національний стадіон

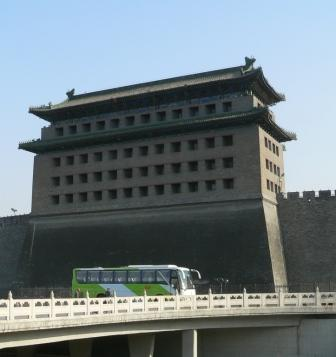
Вората Дашенмень

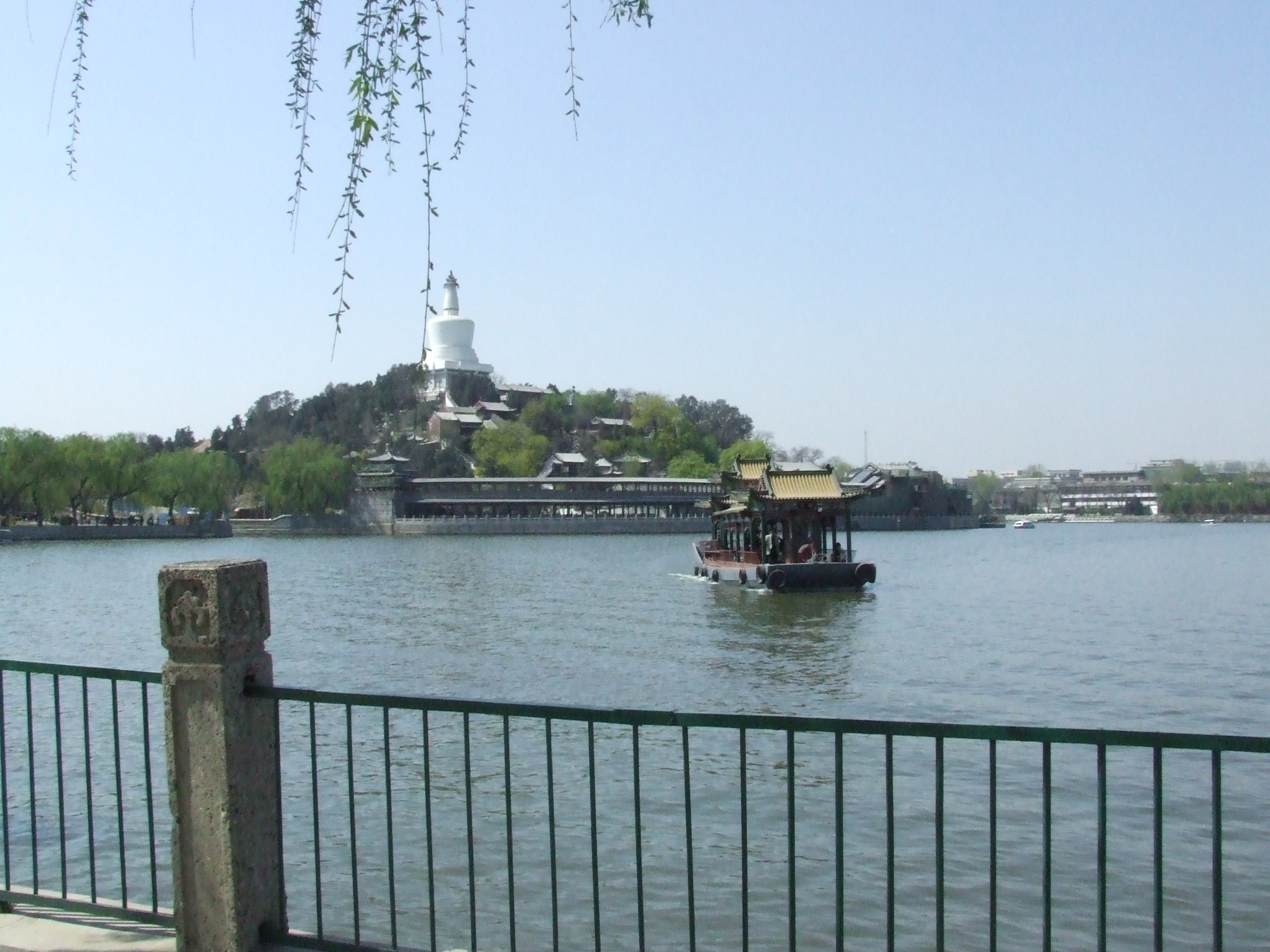
Парк Бейхай

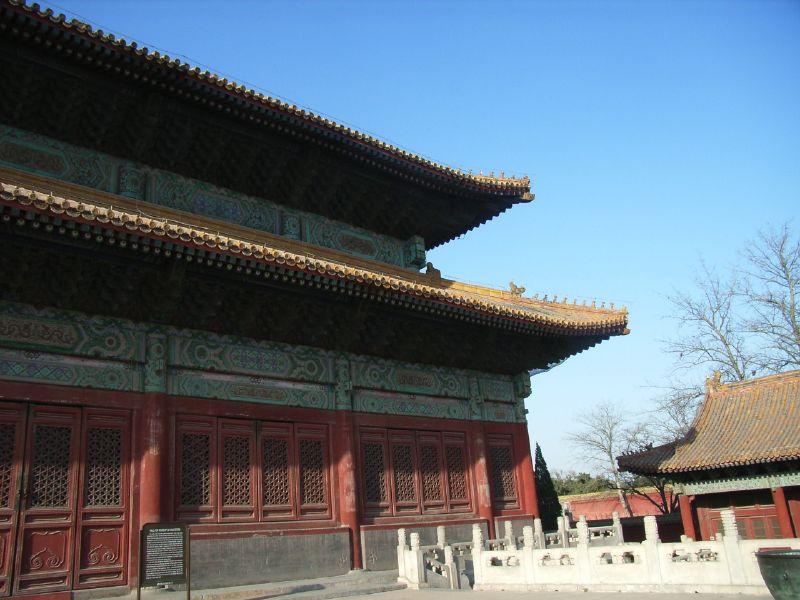
Імператорський родовий храм

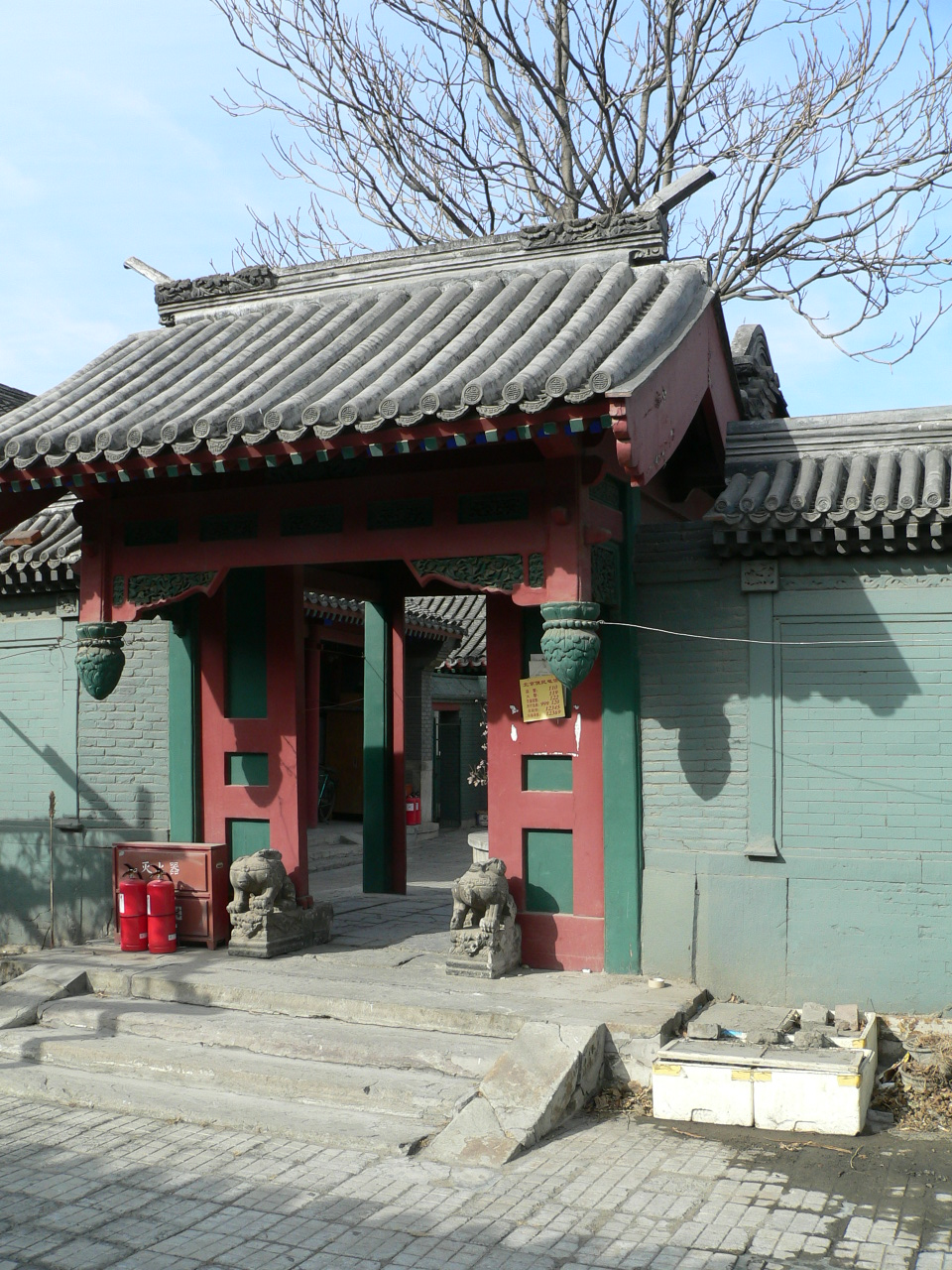
Сихеюань

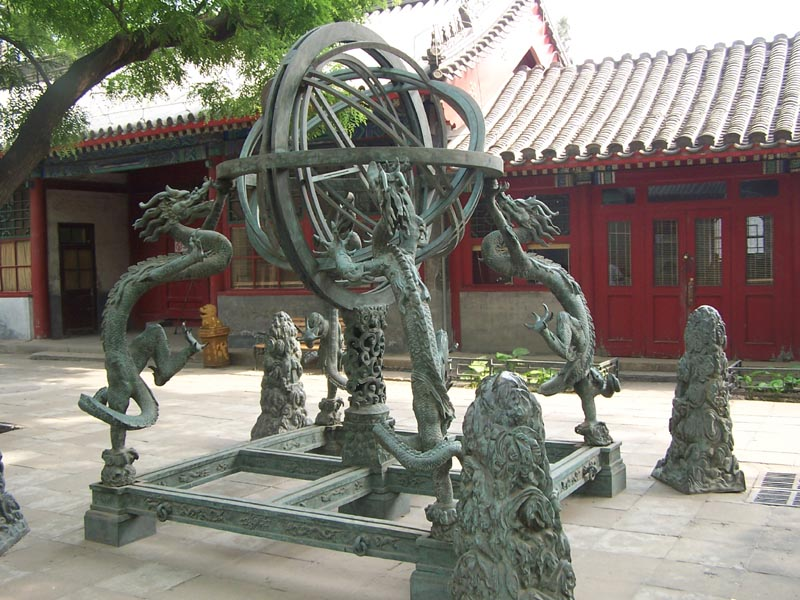
Давня пекінська обсерваторія

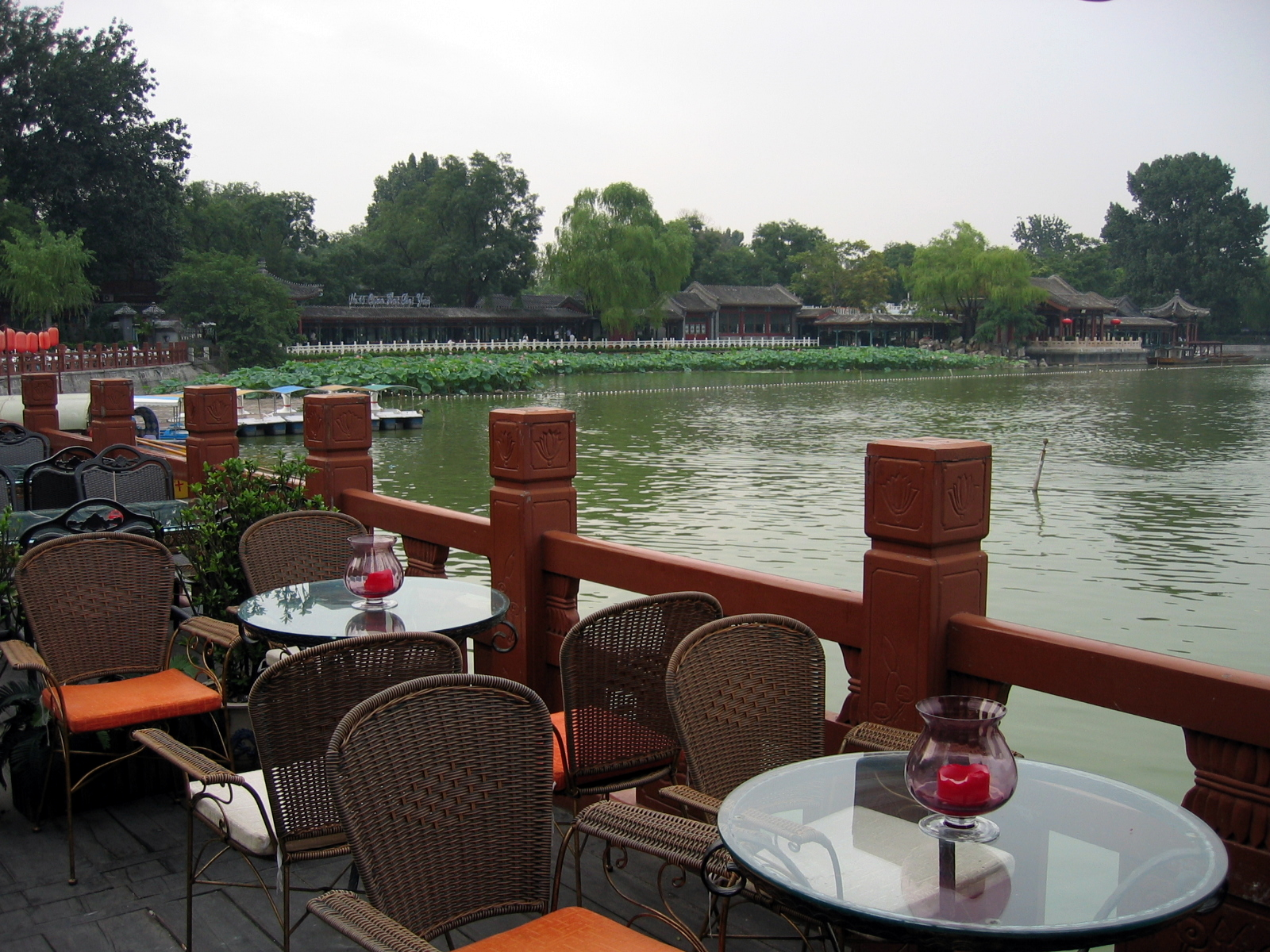
Шичахай

Барабанна вежа

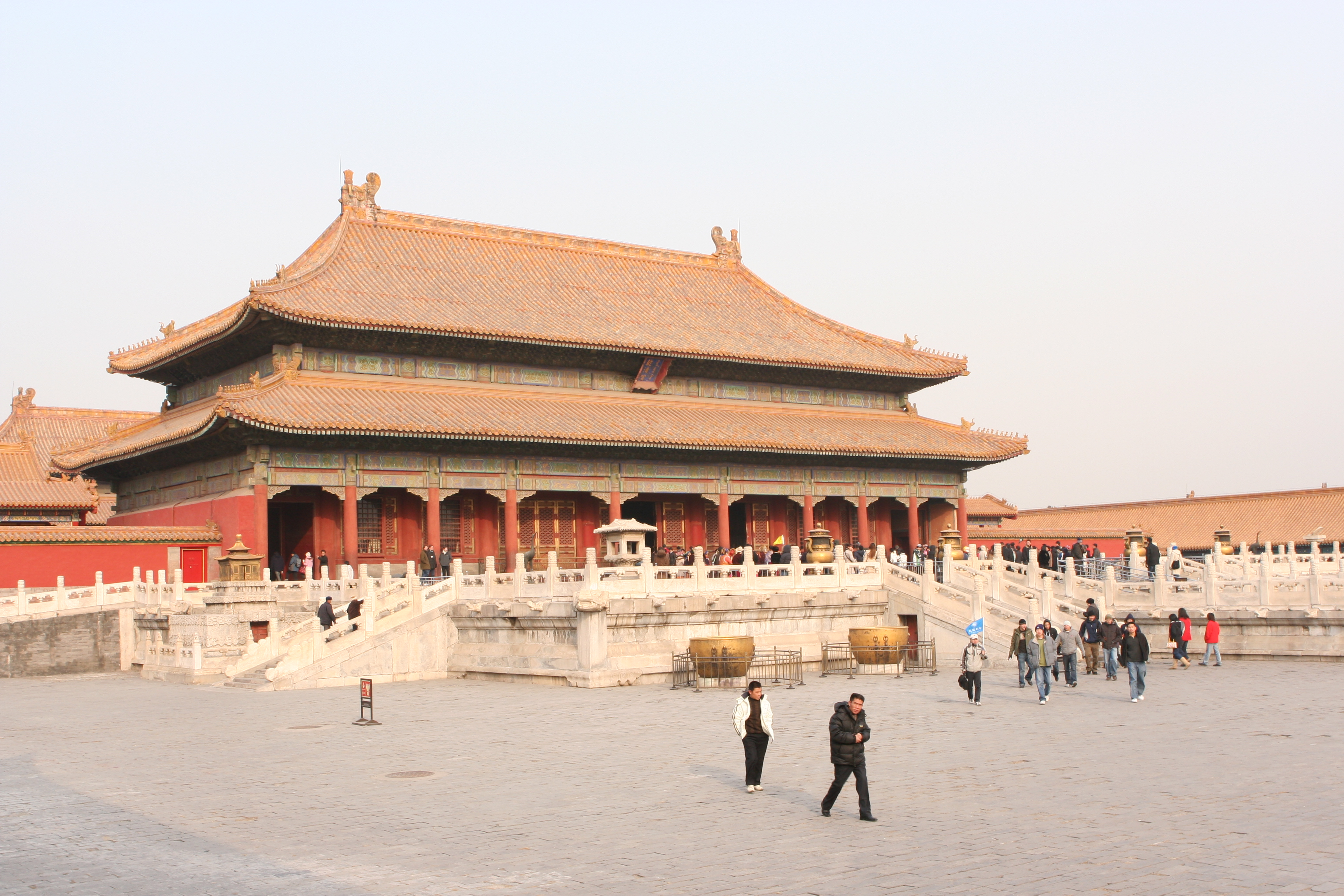
Заборонене місто

(в порядку появи) 
- Чень Тяньцзи
- Лю Хуань
- На Ін
- Стефані Сунь Яньцзи
- Сунь Юе
- Ван Ліхун (Leehom Wang[en])
- Хань Хун
- Чжоу Хуацзянь (Чау Вакін)
- Гігі Лян юнці (Льон Вінкхей)
- Юй Цюань
- Джекі Чан
- Річі Жень Сяньці
- Джолін Цай Ілінь
- Сунь Нань
- Чжоу бича
- Вей Вей
- Хуан Сяомін
- Хань Ген (Супер Джуніор)
- Ван Фен
- Карен Мо Веньвей (Мок Маньваі)
- Тань Цзин
- Ісан Чень Ісюнь (Чхан Іксень)
- Янь Вейвень
- Дай Юйцяо
- Ван Ся
- Ціфен
- Ляо Чан'юн
- Лі Шенсун
- Лінь Ілунь
- Чан Нара
- JJ Lin (Лінь Цзюньцзе)
- А-Ду
- Джоуї Жун Цзуер (Юн Чоуі)
- Лі Юйчунь
- Хуан Давей
- Чень Кунь
- Ніколас Се Тінфен (Че Тхінфун)
- Дао Лан
- Вів'єн Сюй Жосюань
- Тан Цань
- Лінь Чжілін
- Чжан Цзилінь
- Джейн Чжан Лян'ін
- Валан Сюй Жуюнь
- Скай У (У Сикало)
- Ян Кунь
- Крістін Фань вейци
- Ю Хунмін
- Чжоу Сяо'oу
- Ша Баолян
- Цзінь Хайсін
- Пітер Хе Жуньдун (Хо Еньтун)
- F.I.R. (Файер Юетуань)
- Пан Лун
- Лі Юйга
- Кендзі У Кецюнь
- 5566
- Ансон Ху
- Юмико Чжен Лецюн
- Цзі Мінькай
- Ту Хунган
- Тун У
- Го Жун
- Лю Генхун
- Тенгер
- Цзінь Ша
- Су Сін
- Вей Цзя
- Фу Лішань
- Хуан Чжен
- Джейсі Чан Чомін
- The Flowers